# Nickolas Butler

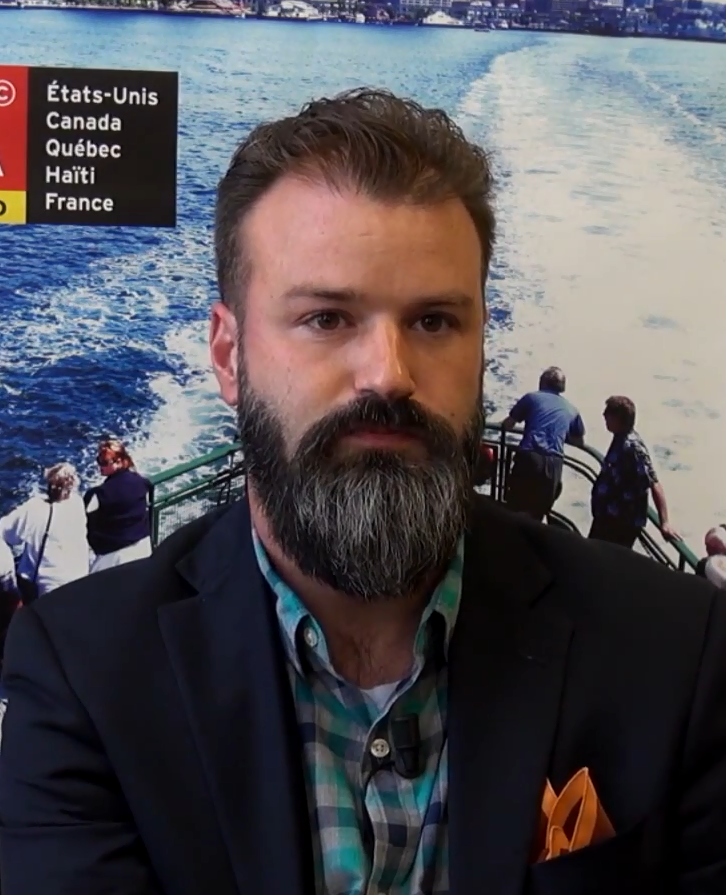
Nickolas Butler (2014)

Nickolas Butler (geboren 2. Oktober 1979 in Allentown (Pennsylvania)) ist ein US-amerikanischer Schriftsteller.

## Leben
Nickolas Butler wuchs in Eau Claire, Wisconsin auf und studierte an der University of Wisconsin-Madison. Er besuchte den Writer’s Workshop der University of Iowa.
Butler schlug sich mit Gelegenheitsjobs durch. Seine Kurzgeschichten wurden in den Zeitschriften Ploughshares, The Kenyon Review Online, The Lumberyard, The Christian Science Monitor, Narrative und Sixth Finch gedruckt. 2013 erschien sein erster Roman.
Butler erhielt verschiedene Stipendien und Auszeichnungen von regionalen Literaturpreisstiftungen.
Butler ist verheiratet, hat zwei Kinder und lebt auf dem Land in Wisconsin.

## Werke (Auswahl)
- Shotgun Lovesongs. New York : Thomas Dunne Books, 2013
  - Shotgun Lovesongs : Roman. Übersetzung Dorothee Merkel. Stuttgart : Klett-Cotta, 2013
- Beneath the Bonfire. New York : Thomas Dunne Books, 2015
  - Unterm Lagerfeuer : Stories. Übersetzung Dorothee Merkel. Stuttgart : Klett-Cotta, 2014
- The Hearts of Men. New York : Harper, 2017
  - Die Herzen der Männer. Roman. Übersetzung Dorothee Merkel. Stuttgart : Klett-Cotta, 2018